# Герцог (фильм)
«Герцог» (англ. Duke) — комедийная драма 2020 года режиссёра Роджера Мичелла по сценарию Ричарда Бина и Клайва Коулмана. В главных ролях в фильме снялись Джим Бродбент, Хелен Миррен, Финн Уайтхед, Мэттью Гуд и Анна Максвелл Мартин.
Мировая премьера состоялась на Венецианском кинофестивале. Фильм получил 5 звезд от The Guardian и Daily Telegraph. В широкий прокат фильм вышел 25 февраля 2022 года.

## Сюжет
60-летний водитель такси из Ньюкасла Кемптон Бантон живёт со своей женой Дороти и двумя сыновьями Джеки и Кенни. Дороти работает помощницей по дому у мисс Гоулинг, которая вращается в высших кругах. Бантона возмущает требование уплаты лицензионного сбора за просмотр общественного телевидения, и он скорее сядет в тюрьму, чем станет платить. Он отстаивает права бедных людей на бесплатное получение общественного телевидения. В конце концов, его преданность своему делу стоила ему работы. Большой поклонник Чехова, Кемптон Бантон писал для Би-би-си в течение многих лет, используя свои произведения в качестве терапии, чтобы справиться со смертью дочери Мэриан. Мэриан было всего 18 лет, когда она попала в смертельную аварию на велосипеде, который он ей подарил. Поэтому он винит себя в её смерти, в то время как Дороти старается не зацикливаться на своём горе. Поэтому с годами они отдалились друг от друга.
В 1961 году Кемптон Бантон узнаёт из новостей, что Лондонская национальная галерея потратила 140 000 фунтов стерлингов, чтобы оставить в музее «Портрет герцога Веллингтона» Франсиско Гойи, он разрабатывает план без ведома Дороти. Он хочет «позаимствовать» картину, чтобы придать вес своему требованию освободить бедных и пожилых людей от лицензионного сбора за просмотр телевизора. После завершения работы Джеки помогает ему спрятать картину в шкафу в своём доме. В своей записке о выкупе, которую он отправляет из соседнего города, он пишет, на каких условиях он вернёт картину. Скотланд-Ярд и Министерство внутренних дел подозревают «итальянцев», пока не выясняют, кто настоящий вор.
После того как Бантон, наконец, лично возвращает картину и предстает перед судом, он наконец-то получает сцену, о которой мечтал всю жизнь, и даже газета Daily Mirror пишет об этом случае.

## В ролях
- Джим Бродбент — Кемптон Бантон
- Хелен Миррен — Дороти Бантон
- Финн Уайтхед — Джеки Бантон
- Мэттью Гуд — Джереми Хатчинсон
- Анна Максвелл Мартин — миссис Гоулинг
- Джек Бандейра — Кенни Бантон
- Эме Келли — Ирен
- Шарлотта Спенсер
- Сиан Клиффорд — доктор Ансуорт[8]

## Релиз
Мировая премьера фильма состоялась на Венецианском кинофестивале 4 сентября 2020 года Он также был выбран для показа на кинофестивале Telluride в сентябре 2020 года до его отмены из-за пандемии COVID-19.
Изначально фильм планировалось выпустить в Соединенном Королевстве 6 ноября 2020 года, но премьеру фильма перенесли на 2021 год. Премьера фильма состоялась 25 февраля 2022 года.

## Восприятие
На сайте Rotten Tomatoes фильм имеет рейтинг 97 % основанный на 146 отзывах, со средней оценкой 8/10